# Штучні дубові насадження (ділянка 13)

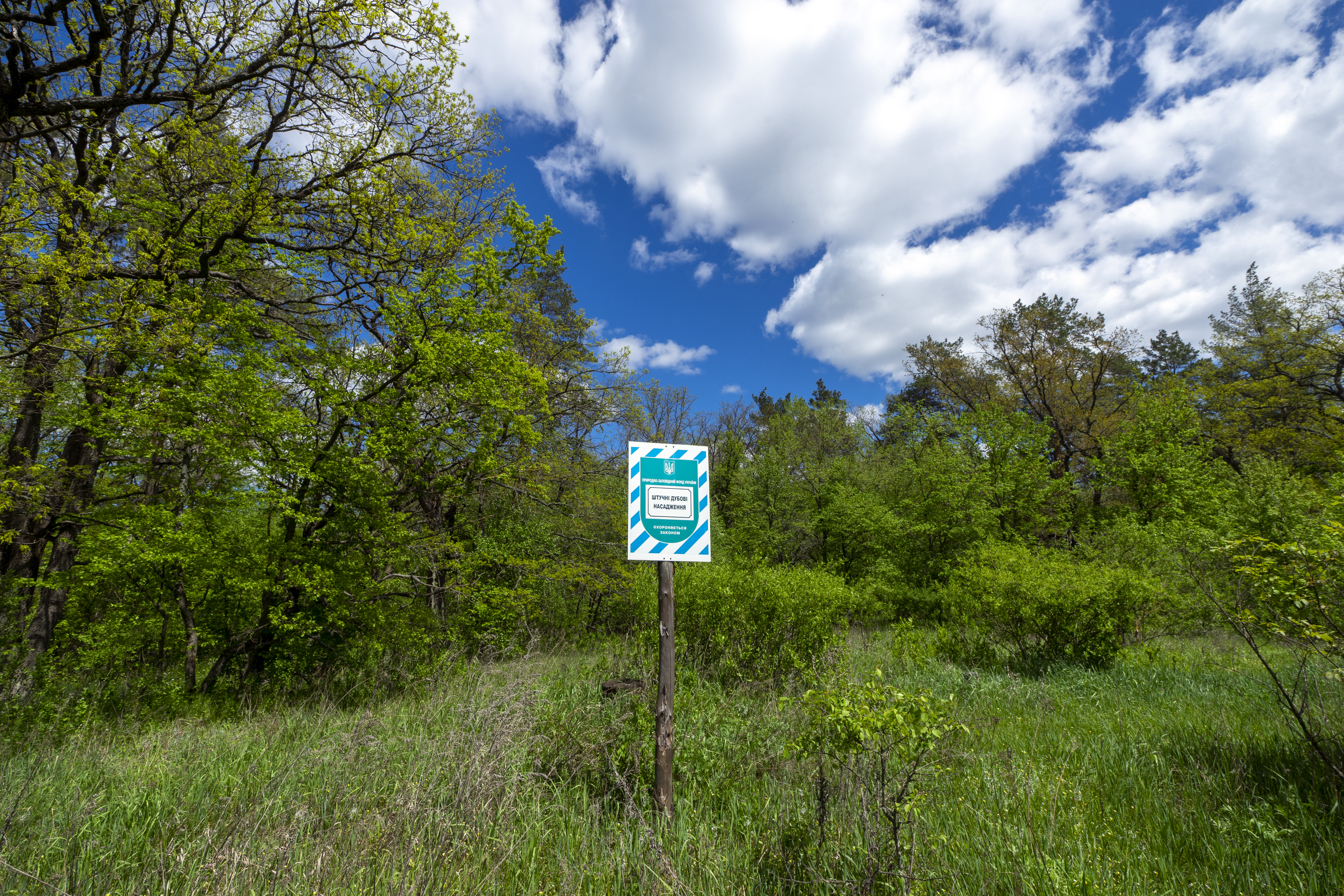

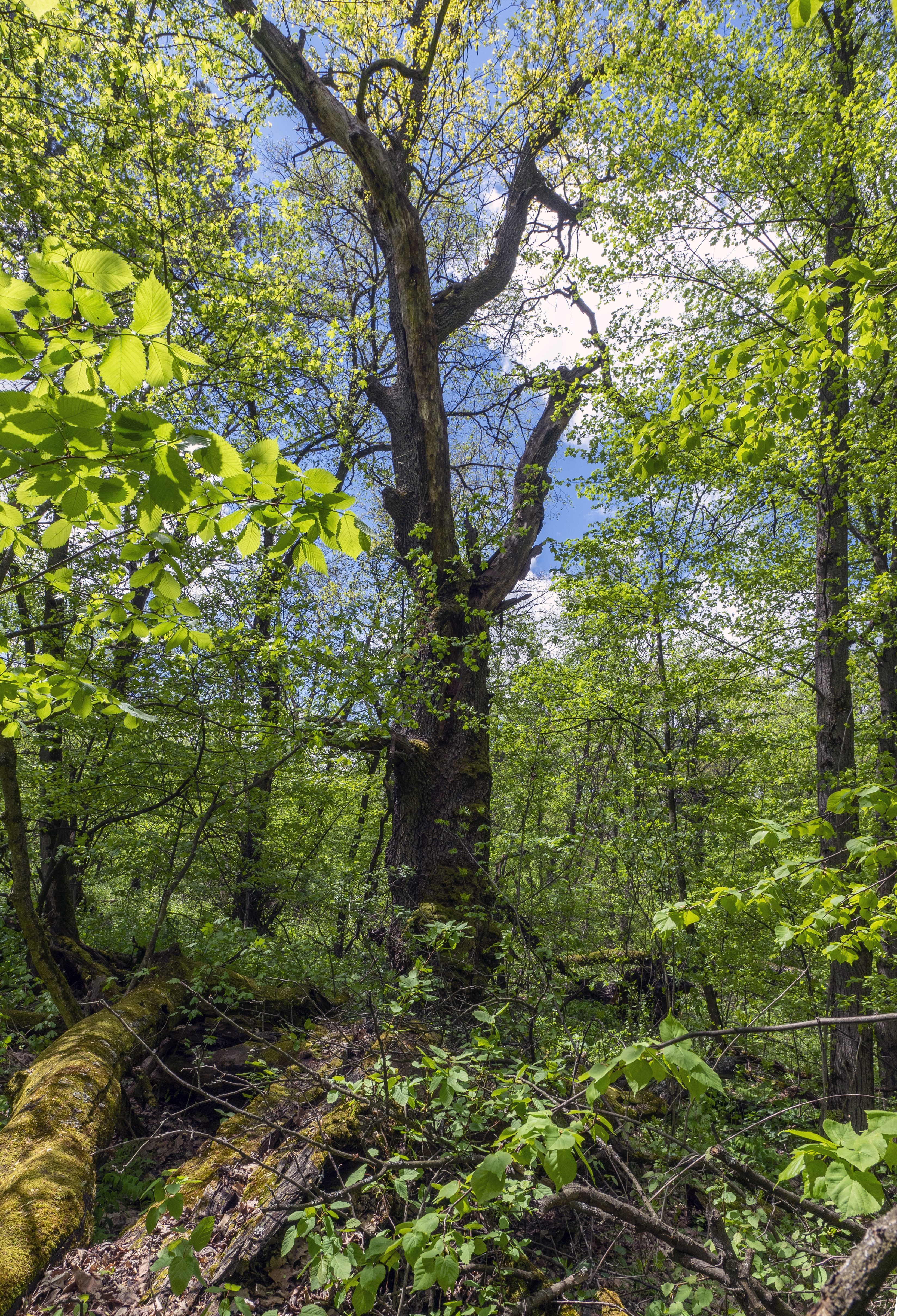

Штучні дубові насадження — ботанічна пам'ятка природи місцевого значення. Пам'ятка природи розташована в Новомосковському районі Дніпропетровської області, Новомосковський військлісгосп кв. 80 діл. 13.
Площа — 4,3 га, створено у 1972 році.